# Plutón (mitología)

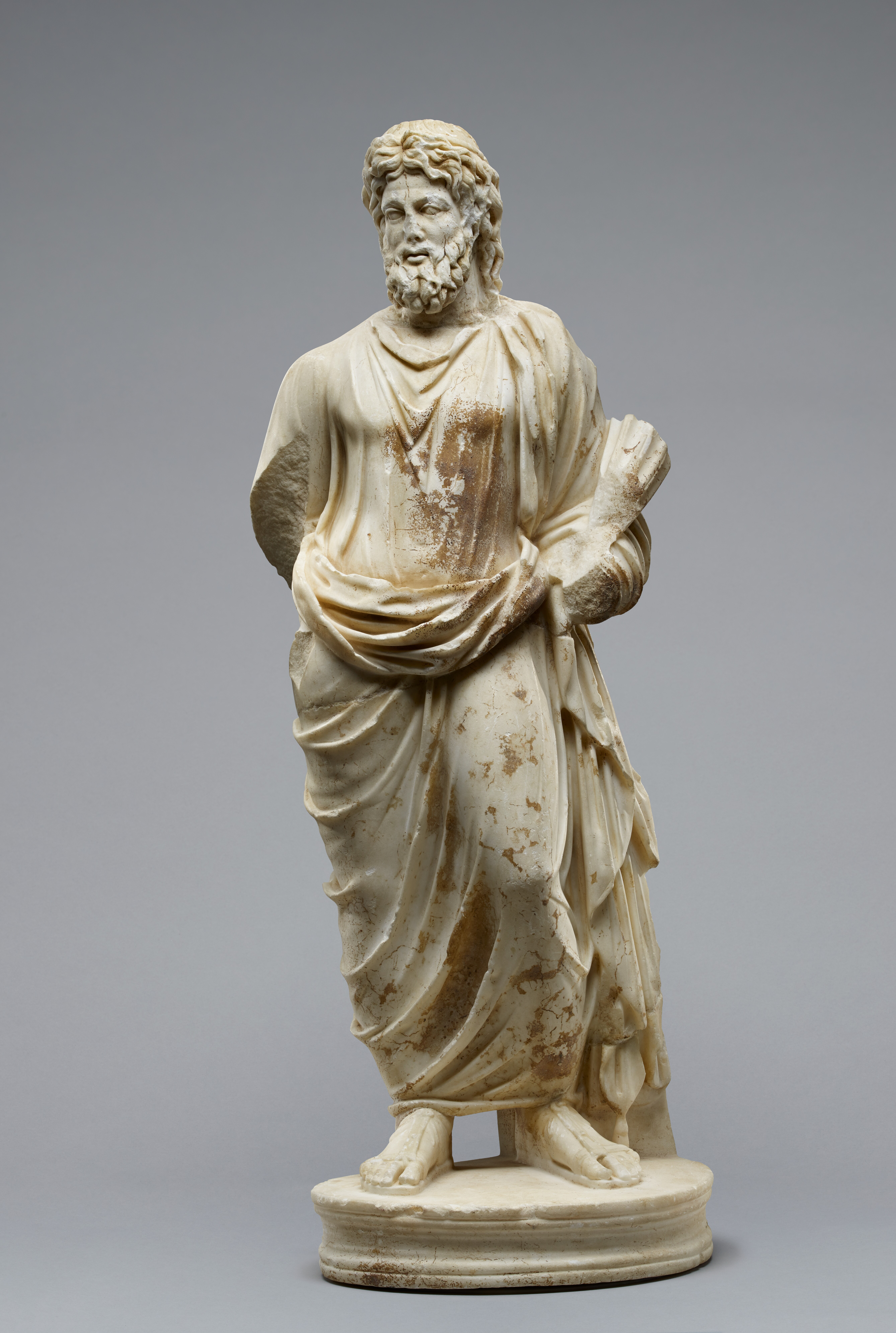
Estatuilla de Plutón del en la Villa Getty

Plutón  (en latín: Plūto o Plūton, -ōnis; en italiano: Plutone; en griego: Πλούτων, -ωνος; ‘el rico’) es el dios que los hombres designan como rey del inframundo en la mitología romana. En la mitología griega es un epíteto o teónimo de Hades, aunque Plutón también está asociado con la riqueza. En los textos mitográficos latinos el dios del inframundo es citado indistintamente como Plutón, Dite y Orco, incluso entre autores del Renacimiento, que ya lo reinventan como rey del infierno (bajo tierra).
Los hombres dicen que Plutón preside sobre la tierra, porque las riquezas son llamadas plutos en griego. Creen que las riquezas son asignadas solo en la tierra. También llaman a este dios Orco, esto es, ‘juramento’, porque nadie puede partir a sus dominios sin ser castigado.  Su sabueso de tres cabezas es Cerbero,  lo sirven las tres Furias,  las tres Parcas le han sido designadas  y gobierna los nueve círculos del inframundo.  Los hombres dicen que la esposa de Plutón es Proserpina. Ambos se unieron como cosechas en la tierra.  Según Varrón si Plutón es la tierra (las riquezas del suelo), Proserpina ha de ser entonces la parte inferior de la tierra (tierra ctónica). Lucrecio nos dice que la naturaleza del alma es ir a ver las tinieblas de Orco y sus charcas desoladas. Tras la puerta de Orco están abajo los dioses Manes; acaso llevan desde allí las almas hasta las orillas del Aqueronte. Boccaccio nos dice que el inframundo o reino de Plutón puede tener diversos nombres poéticos, como Érebo, Tártaro, Orco, Dite, Averno, Báratro e Infierno.

## Identidades

### El Plutón griego
Plutón y Hades difieren en carácter, pero no son figuras distintas y comparten dos mitos dominantes. En la cosmogonía griega, el dios recibió el gobierno del inframundo en una división tripartita de soberanía sobre el mundo, con su hermano Zeus gobernando el cielo y su otro hermano Poseidón soberano sobre el mar. Su narrativa central en el mito es sobre él secuestrando a Perséfone para que sea su esposa y la reina de su reino. Plutón como el nombre del gobernante del inframundo aparece por primera vez en la literatura griega del período clásico, en las obras de los dramaturgos atenienses y del filósofo Platón, que es la principal fuente griega sobre su significado. Bajo el nombre de Plutón, el dios aparece en otros mitos en un papel secundario, principalmente como poseedor de un objeto de búsqueda, y especialmente en el descenso de Orfeo u otros héroes al inframundo.

### El Plutón romano
Plūtō (genitivo Plūtōnis) es la forma romanizada del griego Plutón. El equivalente romano de Plutón es Dis Pater (o Dispáter) o simplemente Dite (o Dis), cuyo nombre se toma más a menudo para significar «Padre Rico» y es quizás una traducción directa de "Plouton". Plutón también fue identificado con el oscuro Orco (Orcus) romano, como Hades el nombre de un dios del inframundo y el inframundo como un lugar. Plutón (Pluton en francés y alemán, Plutone en italiano) se convierte en el nombre más común para el clásico gobernante del inframundo en la posterior literatura occidental y otras formas de arte.  Tanto Orco como Dite son nombres que denominan al inframundo en la mitología romana. A Plutón también se llama Februo (Februus) porque preside la purgación de las almas.  Aunque este dios recibe todas las cosas en su seno nunca está saciado. Así es que es llamado Vedio (Vedius), ‘dios malvado’, Veyovis, ‘Júpiter malvado’  y Júpiter Estigio.  El ganado negro se le sacrifica a Plutón porque los animales de sacrificio se eligen para las divinidades por semejanza o por contraste.  Algunos incluso alegan que Plutón y Glauca, nacidos de Saturno y Ope, eran hermanos gemelos.

## Mito

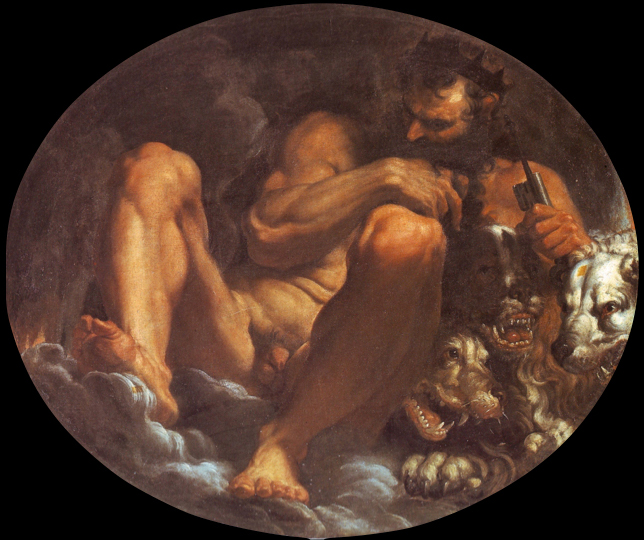
Plutón, de Agostino Carracci (1592).

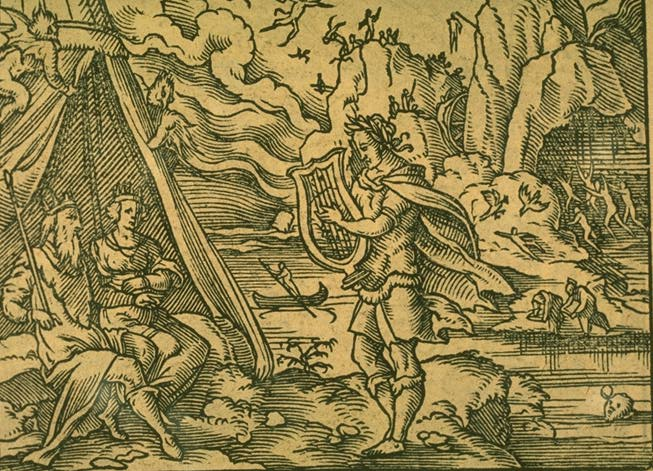
Orfeo frente a Plutón y Proserpina. Grabado de Virgil Solis para Las metamorfosis de Ovidio, Libro X, 11-52.

### En Higino
En las Fábulas de Higino se nos narran los episodios principales. Dicen que Saturno y Ops nacieron Plutón y sus cinco hermanos: Neptuno, Júpiter, Ceres, Vesta y Juno.  Después de que Ops hubo engendrado por obra de Saturno a Júpiter, Juno le preguntó si se lo entregaba, puesto que Saturno había arrojado a Orco al Tártaro, y a Neptuno al mar, ya que sabía que uno de sus hijos podría robarle el poder.  Después de que Júpiter expulsara a su padre del reino, los tres hermanos dividieron el mundo entero por sorteo entre ellos: Júpiter tomó posesión del el cielo, Neptuno el mar y Plutón el inframundo. Hay indicios de que los hermanos individuales tienen poder en el reino: Júpiter tiene un rayo hecho de tres partes, Neptuno un tridente y Plutón un sabueso de tres cabezas.
Plutón le preguntó a Júpiter si le daría en matrimonio a Proserpina, la hija de Ceres. Júpiter alegó que Ceres no permitiría que su hija viviera en el lúgubre Tártaro, pero decidió raptarla mientras recogía flores en el monte Etna, que se encuentra en Sicilia. Mientras Proserpina estaba recogiendo flores con Venus, Diana y Minerva, Plutón apareció en su carro tirado por cuatro caballos, y entonces la raptó. Más tarde Ceres obtuvo el permiso de Júpiter para que Perséfone pasara la mitad del año con su madre, y la otra mitad con Plutón.
Cuando Júpiter vio que Teseo y Pirítoo poseían semejante audacia como para ser expuestos ante el peligro, en sueños les habló, permitiéndoles solicitar a Plutón de parte de Pirítoo a Proserpina en matrimonio. Cuando ellos hubieron descendido hasta la tierra de los muertos a través de la península del Ténaro, y habiendo informado a Plutón que habían llegado, fueron apresados y torturados durante mucho tiempo por las Furias. Cuando Hércules llegó a este lugar para obtener el perro de tres cabezas, ellos le suplicaron su promesa de auxilio. Como quiera que obtuviese su permiso de Plutón, se los llevó incólumes.

### Plutón y Orfeo

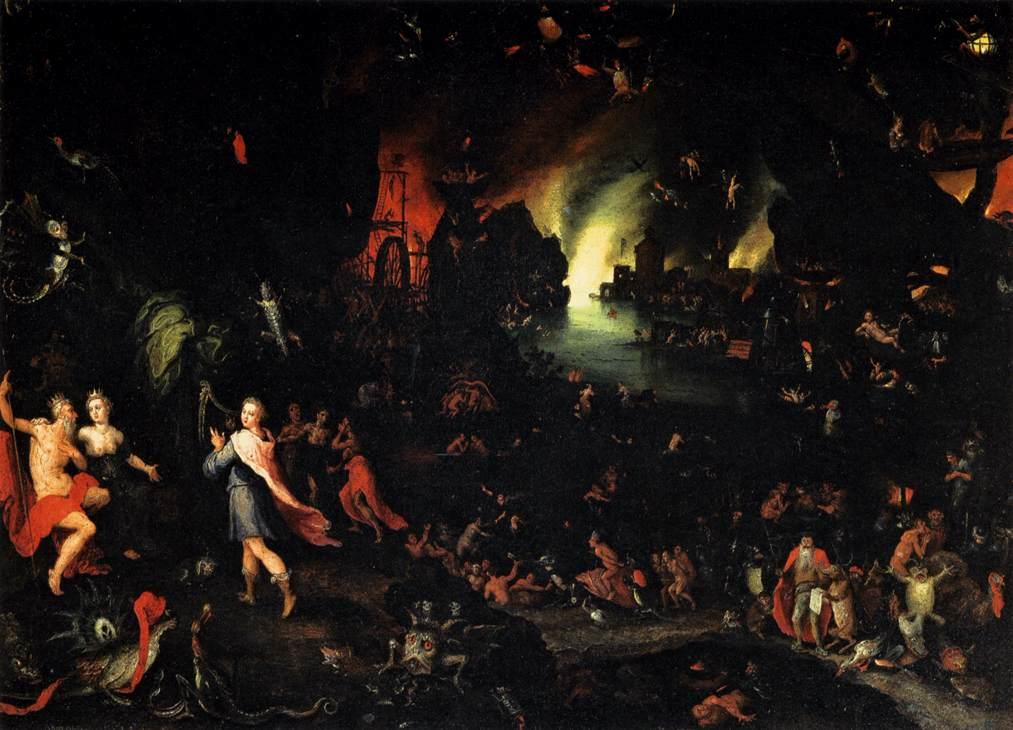
Orfeo ante Plutón y Proserpina (1605), de Jan Brueghel el Viejo.

Orfeo fue considerado fundador y profeta de los misterios llamados ‘órficos’, ‘dionisíacos’ o ‘báquicos’. Mitologizado por su capacidad para entrar con su música incluso en animales y árboles, también se le atribuyó en la antigüedad la autoría de las letras que han sobrevivido como los Himnos órficos', entre ellos un himno a Plutón. La voz de Orfeo y su forma de tocar la lira representaban un medio de revelación o conocimiento superior para los cultos mistéricos.
En su mito central, Orfeo visita los infiernos con la esperanza de recuperar a su novia, Eurídice, confiando en el poder de su música para hechizar al rey y a la reina de Hades. Las narraciones griegas del descenso y la actuación de Orfeo suelen nombrar al soberano del inframundo como Plouton, como por ejemplo en la Bibliotheca'. El mito demuestra la importancia de Plutón "el Rico" como poseedor de un objeto de búsqueda. La actuación de Orfeo ante Plutón y Perséfone fue un tema habitual de la literatura y el arte antiguos y occidentales posteriores, y uno de los temas mitológicos más significativos de la tradición clásica.
La demostración del poder de Orfeo depende de la obcecación normal de Plutona; el poeta augustano Horacio lo describe como incapaz de llorar. Claudiano, sin embargo, retrata al acerado dios como sucumbiendo al canto de Orfeo para que "con manto de hierro enjuague sus lágrimas" (ferrugineo lacrimas deterget amictu), una imagen renovada por Milton en Il Penseroso (106-107): "Tales notas ... / arrastraron lágrimas de hierro por la mejilla de Plutón."
El escritor griego Luciano (ca. 125-después del 180 d. C.) sugiere que el amor de Plutón por su esposa dio al gobernante del inframundo una especial simpatía o perspicacia hacia los amantes separados por la muerte. En uno de los Diálogos de los muertos de Luciano, Plutón interroga a Protesilao, el primer héroe griego muerto en la Guerra de Troya, que desea volver al mundo de los vivos. "¿Estás entonces enamorado de la vida?", pregunta Plutón. "Amantes así tenemos aquí en abundancia; pero aman un objeto, que ninguno de ellos puede obtener". Protesilao explica, como un Orfeo al revés, que ha dejado atrás a una joven novia cuyo recuerdo ni siquiera las aguas del olvido del Leteo le han borrado. Plutón le asegura que la muerte los reunirá algún día, pero Protesilao argumenta que el propio Plutón debería entender el amor y su impaciencia, y recuerda al rey su concesión a Orfeo y a Alcestis, que ocupó el lugar de su marido en la muerte y luego se le permitió, ante la insistencia de Heracles, volver con él. Cuando Perséfone intercede por el guerrero muerto, Plutón concede la petición de inmediato, aunque permitiendo sólo un día para el reencuentro.

### Descendencia
A diferencia de sus hermanos Júpiter y Neptuno, que procrean libremente, Plutón es monógamo, y rara vez se dice que tenga hijos. En textos órficos, la ninfa ctónica Melínoe es la hija de Perséfone por Zeus disfrazada de Plutón, y las Euménides ("Las bondadosas") son la descendencia de Perséfone y Zeus Chthonios, a menudo identificado como Plutón. Virgilio dice que Plutón es el padre de las Furias, pero la madre es la diosa Nox (Nyx), no a su esposa Proserpina. La falta de una distinción clara entre Plutón y "Zeus ctónico" confunde la cuestión de si en algunas tradiciones, ahora oscuras, Perséfone dio a luz hijos a su marido. A finales del siglo IV d.C., la epopeya de Claudiano sobre el rapto motiva a Plutón con el deseo de tener hijos. El poema está inacabado, sin embargo, y todo lo que Claudiano pudo haber sabido de estas tradiciones se ha perdido. Justino Mártir (siglo II d.C.) alude a los hijos de Plutón, pero ni los nombra ni los enumera. Hesiquio (siglo V d.C.) menciona a un "hijo de Plutón." En su mitografía del siglo XIV, Boccaccio recoge una tradición en la que Plutón era el padre de la personificación divina Veneratio ("Reverencia"), señalando que no tenía madre porque Proserpina era estéril.
En The Faerie Queene (década de 1590), Edmund Spenser inventa una hija para Plutón a la que llama Lucífera. El nombre del personaje fue tomado de la mitografía del siglo XVI de Natale Conti, quien lo utilizó como traducción latina del griego fósforo, "portador de luz", un epíteto habitual de Hécate.   Spenser incorporó aspectos de los misterios en The Faerie Queene.  Lucífera también es uno de los epítetos de Diana, como diosa de la luz de la luna.

## Culto

### Los ocho elegidos
Los romanos pusieron a Plutón  no solo entre los doce grandes dioses sino también entre los ocho dioses elegidos, que eran los únicos que estaba permitido representar en oro, en plata y en marfil.
En Roma había unos sacerdotes victimarios consagrados únicamente a Plutón. Solo se le sacrificaban, como al Hades griego, víctimas de color oscuro y siempre en número par, mientras a otros dioses se les sacrificaban en número impar. Los sacrificios se reducían completamente a cenizas y el sacerdote no reservaba nada, ni para el pueblo ni para él. Antes de las inmolaciones, se cavaba un hoyo para recoger la sangre y se vertía el vino de las libaciones. Durante los sacrificios, los sacerdotes mantenían la cabeza descubierta y se recomendaba silencio absoluto a los ayudantes, más por respeto que por temor al dios.
En Sicilia, los siracusanos le sacrificaban cada año dos toros negros cerca de la fuente de Ciane, donde la tradición situaba el rapto de Proserpina. En Roma, el 20 de junio, día de su fiesta, solo abría el templo de Plutón. Se le sacrificaban animales de pelaje oscuro (ovejas o cerdos) y se dedicaba a su ira inflexible todos los condenados a muerte.

### Templos y religión
Sobre el monte Soratte, en Italia, Plutón compartía los honores de un templo común con Apolo. Así pues, los faliscos, habitantes del lugar, creían que debían honrar a la vez el calor subterráneo y el del astro del día. Los habitantes del Lacio y de los alrededores de Crotona habían dedicado al rey de los infiernos el dos como un número infeliz. por la misma razón, los romanos le consagraron el segundo mes del año, y en él se designó el segundo día en concreto para ofrecerle sacrificios.

### Carácter
De todos los dioses, Plutón era el más despiadado y temido por los hombres, quienes lo califican de adamastos (‘inflexible’) o stygeros (‘terrible’). Se le temía por su fealdad y la dureza de sus rasgos. Si bien era inflexible, se consideraba que era el más justo de todos los dioses, pues a su reino acababa llegando cualquier ser mortal más tarde o más temprano, sin importar su clase, rango o lugar de procedencia. Se le consideró más tarde como dios benefactor, dispensador de riquezas. Según Pausanias, Epiménides había hecho colocar su estatua en los templos de las Euménides y, contra la costumbre habitual, se le presentaba con una forma y actitud agradables.

### Atributos y emblemas
A menudo se le representa con un casco de piel de perro regalado por los Cíclopes que le hace invisible y que nunca se quitaba. También se le solía representar con un bidente o cetro. El atributo que suele aparecer ante él es el ciprés, cuyo follaje oscuro expresa melancolía y el dolor. Sus sacerdotes se hacían coronas y sembraban sus ropas en los sacrificios. Sus animales son el perro de tres cabezas (Cerbero) y cuatro caballos negros.

## Representaciones
Se suele representar a Plutón con una espesa barba y un aire severo. A menudo lleva su casco, regalo de los Cíclopes y que tenía el poder de volverlo invisible. A veces, ciñe su frente con una corona de ébano, culantrillo o narciso. Cuando se sienta sobre su trono de ébano o azufre lleva en su mano derecha un cetro negro, una horca o una pica. A veces tiene llaves en sus manos, para indicar que las puertas de la vida se cierran para siempre para los que llegan en su reino. Se le representa también en su carro tirado por cuatro caballos negros.

### Mapas del Hades
- Mapa en Greek Mythology Link
- Mapa en www.thanasis.com (inglés)
- Mapa en virgil.org (inglés)

- Datos: Q152262
- Multimedia: Pluto (mythology) / Q152262